# Мазох, Ян
Ян Ма́зох (чеш. Jan Mazoch; род. 5 сентября 1985 года) — чешский прыгун с трамплина. Участник двух Олимпиад.

## Карьера
Ян Мазох вырос с спортивной семье. Его дед легендарный чехословацкий прыгун с трамплина, олимпийский чемпион Гренобля Иржи Рашка. Младший брат Иржи также прыгун, выступал в Кубке мира, но успехов не имел и за всю свою карьеру завоевал лишь два балла в Кубке мира.
В шестнадцатилетнем возрасте Ян Мазох дебютировал на Олимпийских играх. В Солт-Лейк-Сити он выступал во всех трёх видах программы. В личных видах был 36-м на нормальном трамплине и 35-м на трамплине мощностью К-120. В командном турнире чешская сборная заняла предпоследнее 12-е место, обойдя только прыгунов из Казахстана.
В Кубке мира дебютировал сразу после Олимпиады, 13 марта 2002 в шведском Фалуне, где стал 41-м. Первые очки набрал почти через год, на домашнем этапе в Либереце, показав 27-й результат. На первенстве мира в Валь-ди-Фьемме в личном турнире показывал результаты в пятом десятке, вместе с командой стал восьмым. Через два года на чемпионате в Оберстдорфе единственный раз в карьере попал в тридцатку лучших на мировом чемпионате, показав 28-й результат на нормальном трамплине.
На Олимпиаде в Турине стартовал только на большом трамплине и показал на нём такой же результат, как и на предыдущих Играх, став 36-м.
20 января 2007 года на этапе Кубка мира в польском Закопане Мазох занимал пятнадцатое место после первой попытки, что было для него лучшим результатом в карьере. Во второй попытке чех потерял контроль над лыжами и упал лицом прямо на гору приземления. Он был немедленно госпитализирован в местную больницу, где был помещён в состояние искусственной комы, в котором пробыл два дня. Результаты второй попытки после падения Мазоха были отменены, таким образом Ян остался на 15-м месте, ставшем его личным рекордом.
Уже через 7 месяцев после падения чешский атлет вернулся к тренировкам, принял участие в нескольких этапах Летнего Гран-при, но так и не смог вернуться на свой уровень, а также побороть страх перед большими трамплинами. В результате этого Ян Мазох завершил карьеру в 2008 году в возрасте 22 лет.